# 赤穂義人録
赤穂義人録（あこうぎじんろく）とは、元禄14年（1701年）に発生した赤穂事件を称揚する立場から書かれた室鳩巣による漢文体の歴史書。全2巻1冊。

## 内容
室鳩巣の自序は元禄16年（1703年）10月の日付が記されているが、その後も改訂が行われて宝永6年（1709年）に定稿が成立している。また、同じ宝永6年には鳩巣の弟子らが同書を読んだ感想や同書にちなんで作成した詩などを収めた『鳩巣先生義人録後語』（編者は大地昌言）が編纂され、その中の鳩巣の弟子・奥村脩運の跋文には鳩巣が『赤穂義人録』を編纂した経緯が述べられている。この中で鳩巣は大石良雄らの忠義は中国の史書に記された忠臣のそれに劣らないのに彼らを顕彰する文章がなくただ雑説だけが流布するのを憂慮して著したとする。同じく弟子で赤穂藩の本家筋である広島藩の家臣でもあった小谷勉善の跋文には自分が広島藩の江戸藩邸で赤穂藩や事件を良く知る人たちから話を聞いて師である鳩巣に報告をしたところそれを元に改訂が行われたと証言している。上巻は赤穂藩主浅野長矩が江戸城松の廊下で吉良義央に刃傷を起こした事件から、赤穂藩の家老であった大石良雄ら四十七士が吉良を討ち取って江戸幕府から切腹を命じられた経緯が時系列に記され、下巻は大石以下四十七士の経歴や逸話を記す。
当時、江戸幕府の処分を受けた四十七士の擁護を行うことは、一歩間違えれば幕府に対する政治批判として処罰を受ける可能性があった。鳩巣もそれを承知しており、序文の中で鳩巣と弟子3名（奥村脩運・小谷勉善・石黒知微）との問答の形で借りてこれに応え、古代中国で周の武王が殷を伐った際に伯夷・叔斉兄弟がこれを諌めた話を挙げ、武王の行為も伯夷・叔斉の行為も称賛される行為であるとして四十七士の擁護と幕府の処分は矛盾しないと結論づけ、武王が伯夷・叔斉をその場で殺そうとした際にこれを諌めた太公望のように、金沢藩に仕える自分が幕府の処分に対して何も出来なかった無力さを嘆いている。また、四十七士の行動に対しても全てを肯定している訳ではなく、特に大石良雄に対しては家老は主君が誤った判断をしないように補佐するのが最も重要な任務であるのに、主君の浅野長矩が刃傷事件を起こして本人は切腹、藩は改易に至ったのは、大石の家老としての能力にも問題があったと批判している。

## 保存状況
『赤穂義人録』は江戸時代においては主に写本として流布されたが現在確認できるだけでも100冊以上知られ、後に安中藩主・板倉勝明によって甘雨亭叢書に所収・刊行されたことでより流布されていった。また、鳩巣の草稿は前田育徳会が所蔵して尊経閣文庫に伝存されており、昭和10年（1935年）に複製本が刊行されている。また、昭和49年（1974年）に岩波書店『日本思想大系』「近世武家思想」に所収された石井紫郎による校注本は甘雨亭叢書・尊経閣文庫所蔵草稿を校合した上で書き下し体にして広く普及している。

## 海外への伝播
- 青地兼山（鳩巣の門人）の『兼山秘策』によれば、新井白石や対馬藩士との話で四十七士に関心を持った朝鮮通信使のために漢文体による赤穂事件の史料を求めていた対馬藩家老・平田直右衛門の要請を受けて、鳩巣が通信使に『義人録』の写本を与えることになり、鳩巣は兼山への書状で「四十七士に対して、私もずいぶん奉公したものです」と報告している[6]。
- 鳩巣は同書を単に四十七士の称賛する目的だけで作ったのではなかった。奥村脩運の跋文には『資治通鑑綱目』に比するものを目指し、上は朝廷から下に士庶に至るまで、さらに異域（海外）でも読まれるようになることを期待していたと記している[7]。実際、鳩巣は日本の慣習を知らない海外の読者を意識して、朝廷と幕府の二重体制や公武関係の説明を省いて幕府を含めて「朝廷」と表記し、日本独自の習慣と思われるもの（名乗りの方法、月代のスタイル、仏教による葬儀など）は全て「和俗」であると断りを入れている。

## 誤謬
- 史料的な制約から鳩巣の記述内容に正確さに欠ける部分もあり、明治5年（1872年）に国枝惟凞により『赤穂義人録』の誤謬を訂正した『赤穂義人録補正』が出されている[8]。それでもなお、明らかに間違っている記録や、時系列で辻褄の合わない記述もあり、信憑性がない。
- 一例として、松の廊下刃傷事件で浅野長矩が刃傷に及ぶ前、伊予大洲藩主・加藤泰恒や出羽新庄藩主の戸沢正庸が日光社参・東照宮法会の際に受けた吉良義央からのいじめを浅野に伝え、お役目を終えるまで耐えよ、と諭したという話が記されている。
  - しかし、正庸が藩主になるのは宝永7年（1710年）で、家督前の世子が日光社参や饗応役を務める例は皆無である。当時の藩主・戸沢正誠は赤穂藩上屋敷の受け取りと破却を担当したが、日光社参や饗応役をした記録はない[9]。 また、寛文3年（1663年）の日光法会で泰恒はわずか3歳であり、享保13年（1728年）の法会には既に死去している[10]。